# تپه علی‌آباد دیزگران
تپه علی‌آباد دیزگران مربوط به مس وسنگ - دوره اشکانیان است و در شهرستان اسلام‌آباد غرب، بخش مرکزی، دهستان حومه جنوبی، ضلع شمالی روستای علی‌آباد واقع شده و این اثر در تاریخ ۱۴ اسفند ۱۳۸۵ با شمارهٔ ثبت ۱۷۸۳۸ به‌عنوان یکی از آثار ملی ایران به ثبت رسیده است.